# Georg Greus
Georg Greus 16. századi erdélyi szász nyomdász. 
1580-ban vette át a Frautlinger-féle nagyszebeni nyomdát. 1581-ben már az ő neve alatt jelent meg Squarcialupus Marcell, De Coeli Ardore című munkája. Két évvel később már Brassóban volt ahova magával vitte a szebeni nyomda felszerelésének leghasználhatóbb részét: újonnan szerzett antikváját, fraktúrját és díszeit. Ezek segítségével ő rendezte sajtó alá az 1583-ban megjelent: Statuta der Sachsen in Siebenbürgen, oder eygen Landrecht és a Statuta Jurium Municipalium Sachsonum in Transylvania című nyomtatványokat, azaz a Matthias Fronius által összeállított szász jogkönyvet. A két nyomda nagyszabású közös munkájának közös bevégzése után 1584-ben visszatért Nagyszebenbe.